# Ilemodes heterogyna
Ilemodes heterogyna är en fjärilsart som beskrevs av George Francis Hampson 1900. Ilemodes heterogyna ingår i släktet Ilemodes och familjen björnspinnare. Inga underarter finns listade i Catalogue of Life.